# Jon André Fredriksen
Jon André Fredriksen (Moss, 5 aprile 1982) è un calciatore norvegese, centrocampista del Råde.

## Carriera

### Club
Fredriksen iniziò la sua carriera nella natia Norvegia, con la maglia del Råde. Nel 2002 passò al Moss, per cui debuttò nella Tippeligaen in data 2 giugno dello stesso anno: subentrò infatti a Gard Kristiansen nella sconfitta casalinga per due a zero contro lo Start. Collezionò altre 9 presenze nella massima divisione norvegese ma non riuscì a contribuire alla salvezza del Moss, che infatti retrocesse nella Adeccoligaen. Il 17 agosto 2003 segnò la prima rete ufficiale della sua carriera, nel due a due contro il Mandalskameratene.
Nel 2009 passò al Sarpsborg 08. Esordì il 5 aprile dello stesso anno, nel pareggio a reti inviolate contro il Bryne.
A luglio 2009 fu notato dal manager dello Hartlepool United, Chris Turner, durante un viaggio alla ricerca di talenti norvegesi: Fredriksen firmò così un contratto con il club inglese. Debuttò nella Football League One l'8 agosto, nel pareggio per zero a zero sul campo del Milton Keynes Dons: nei minuti finali fu sostituito da Jonny Rowell. Nella sua prima stagione, giocò dodici partite di campionato. Rescisse consensualmente il suo contratto con il club in data 20 ottobre 2010.
A gennaio 2011 tornò al Moss.